# هوارد ليزلي إليوت
هوارد ليزلي إليوت (بالإنجليزية: Howard Leslie Elliott)‏ هو كاتب نيوزلندي، ولد في 10 مارس 1877، وتوفي في 11 نوفمبر 1956.